# The Primal Call
The Primal Call è un cortometraggio muto del 1911 diretto da David W. Griffith.

## Produzione
Il film fu prodotto dalla Biograph Company. Venne girato a Redondo Beach, in California.

## Distribuzione
Distribuito dalla General Film Company, il film - un cortometraggio di circa 17 minuti - uscì nelle sale cinematografiche statunitensi il 22 giugno 1911.